# Ena Radulović
Jelena Ena Radulović srpska je pevačica, bivša članica grupe Trik FX i bivša devojka pevača Neše Twinsa, najveću popularnost stekla je hitom Čokolada i pesmom Ljubomora.

## Karijera
Ena je karijeru započela kao prva postava grupe Trik Fx zajedno sa Sanijem i Natalijom Trik Fx, nakon izlaska iz grupe pevačica je započela solo karijeru a tokom početka snimila je duet sa grupom Twins pod nazivom Stara bagra, nakon tog dueta ušla je u emotivnu vezu sa pevačem grupe Twins Nebojšom Kostrešević poznatijim kao Neša Twins i snim je bila devet godina u vezi. Zatim je 2007 godine napravila hit Čokolada koji ju je najviše proslavio i digao u nebesa, pord Čokolade Ena ima još jedan hit pod nazivom Ljubomora koji je snimila 2001. godine i izdala za diskografsku kuću Gold Music.

## Diskografija
Albumi:
- 2001. Plešeš samnom kao vuk

Siglovi:
- Čokolada
- Ljubomora
- Kolena
- Stara Bagra (duet sa Nešom Twins)
- Od Heroja Do Slabića
- Uspomene
- Od Heroja Do Slabića (ACOUSTIC VERSION 2023)
- Plešeš samnom kao vuk
- Lice od stakla
- Šta je laž, šta je istina
- Zašto me svaka ljubav boli
- Bezimena
- Ovim sam putem hodala
- Otrove moj
- Kafić u predgradju
- Iluzija
- Kaži mi
- Nesalomiva
- Kažu mi
- Ožiljak na duši
- E neznance strance
- Zodijak
- Srce mi plače
- Igrač
- Putuj sreco